# Paul Wittig
Paul Wittig (* 7. März 1853 in Fraustadt, Provinz Posen (heute Wschowa, Polen); † 12. März 1943 in Berlin) war ein deutscher Architekt bzw. Bauingenieur, er war langjähriger Direktor und Vorstandsvorsitzender der Berliner Hochbahngesellschaft.

## Leben
Nach dem Abitur studierte Wittig ab 1872 an der Berliner Bauakademie. 1877 legte er die erste und 1887 die zweite Staatsprüfung ab.
Bereits neben seinen Studien führte er erste Privataufträge aus. Der umfangreichste hiervon war 1883 die Verlegung einer chemischen Fabrik aus Kreuzberg nach Niederschöneweide. Im Zusammenhang mit dieser Arbeit lernte er den Architekten Paul Wallot kennen.
Nach dem Studium fand Wittig eine Anstellung beim Berliner Magistrat als Regierungsbaumeister, bevor ihn 1889 Wallot in sein Reichstagsbaubüro holte. Dort war er bis 1897 tätig und lernte während dieser Zeit u. a. Alfred Grenander kennen, der von 1890 bis 1897 bei Wallot beschäftigt war.

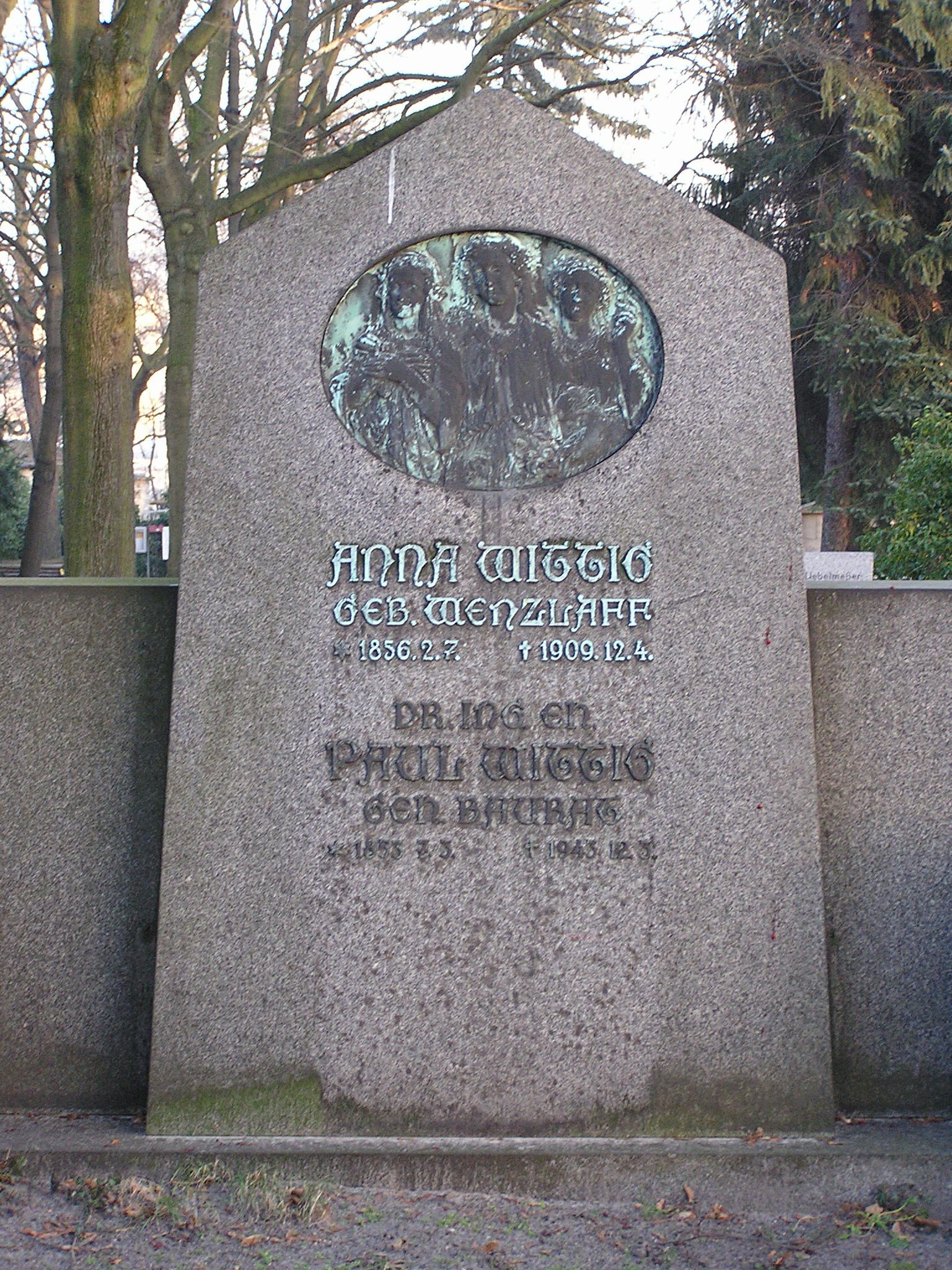
Wittigs Grab auf dem Luisenfriedhof II

1897 waren die Bemühungen von Siemens & Halske zur Anlage einer elektrischen Hoch- und Untergrundbahn so weit gediehen, dass für den Bau und Betrieb eine eigene Betreibergesellschaft, die Hochbahngesellschaft, gegründet wurde. Als Leiter dieser Gesellschaft wurde Wittig eingestellt. Seine Hauptaufgaben lagen nun nicht mehr im architektonischen Bereich, sondern in der Verwaltung und der Lösung von Grunderwerbsaufgaben. Wittig formulierte später, „daß die Vorbildung des Baumeisters für eine größere Verwaltungstätigkeit eine sehr geeignete Grundlage bietet“. Wittigs gestalterische Tätigkeit beschränkte sich hauptsächlich auf einige Treppengebäude und Pfeiler. Aber auch die Brücke über den Landwehrkanal und das daneben liegende von der Hochbahn durchfahrene Gebäude wurden nach Wittigs Planungen errichtet. Erhalten geblieben ist jedoch einzig ein Treppengebäude am U-Bahnhof Warschauer Straße. Nachdem zu Beginn unterschiedliche Architekten von der Hochbahngesellschaft für die Gestaltung ihrer Anlagen beauftragt wurden, holte Wittig bald den ihm bekannten Grenander als Hausarchitekt zur Hochbahngesellschaft, der das Erscheinungsbild der Gesellschaft entscheidend prägte.
Über das gesamte 32-jährige Bestehen der Hochbahngesellschaft war Wittig mit deren Leitung betraut. 1897 bis 1913 war er alleiniges Vorstandsmitglied der Hochbahngesellschaft, von 1913 bis 1928 Vorsitzender des Direktoriums. Nach der Kommunalisierung der verschiedenen Berliner Verkehrsgesellschaften, in deren Verlauf die Hochbahngesellschaft zum 1. Januar 1929 ihre Anlagen und Fahrzeuge an die neu gegründete kommunale Verkehrsgesellschaft BVG verkaufte, führte Wittig noch die Liquidation der Hochbahngesellschaft durch. Mit seinem umfangreichen Wissen stand er der BVG in der Anfangszeit beratend zur Seite.
Wittig lebte von 1899 bis zu seinem Tod im Berliner Ortsteil Grunewald. Er verstarb 1943 kurz nach seinem 90. Geburtstag und wurde auf dem Luisenfriedhof II in Berlin-Westend beigesetzt. Sein Grab ist erhalten. Ein kleiner Nachlass Wittigs befindet sich im Landesarchiv Berlin.

## Ehrungen
Am Tage der Eröffnungsfeier der Berliner Hoch- und Untergrundbahn, dem 15. Februar 1902, bekam Wittig den Kronen-Orden III. Klasse verliehen.

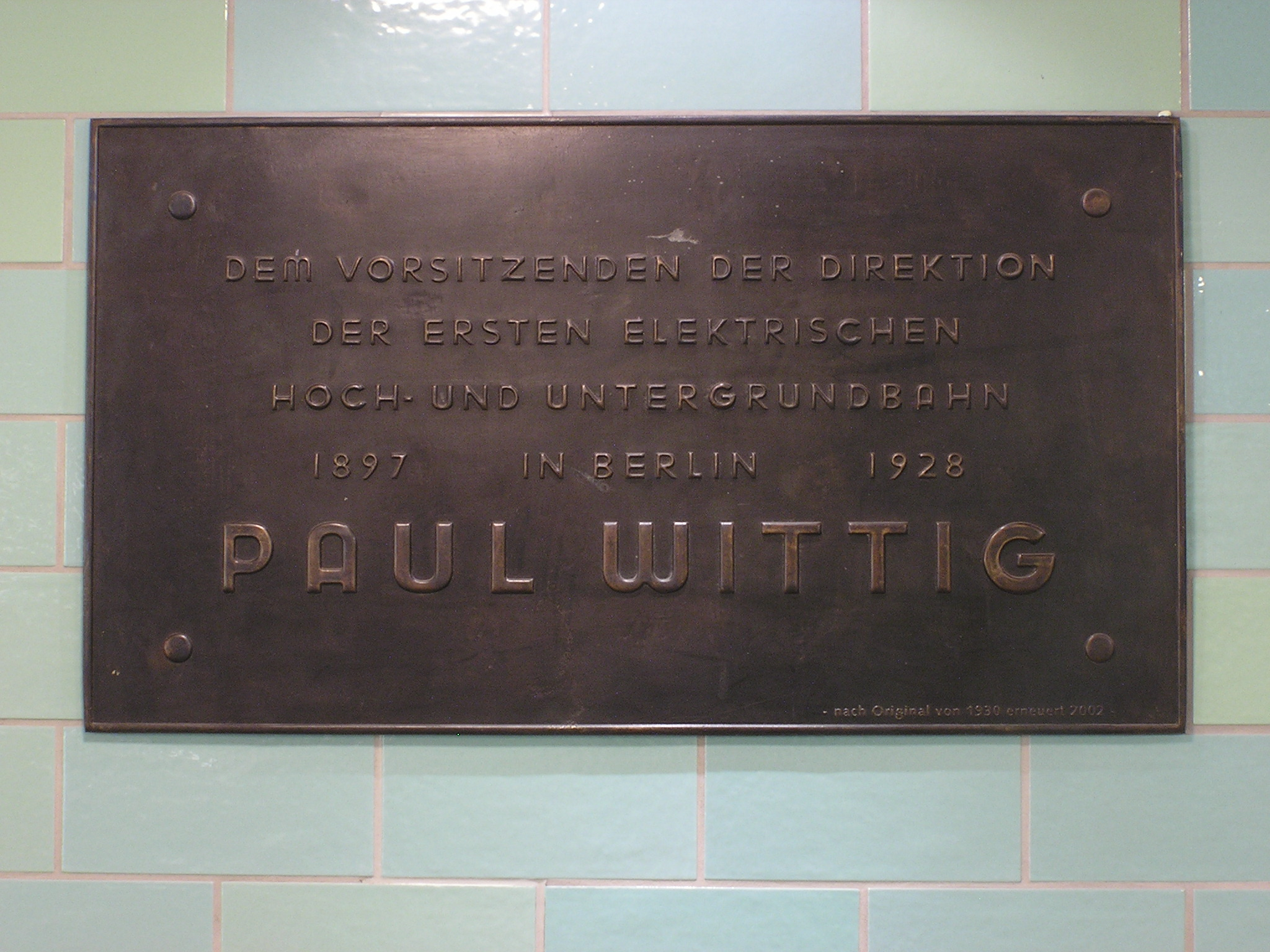
Gedenktafel für Paul Wittig im U-Bahnhof Alexanderplatz

Im U-Bahnhof Klosterstraße wurde bereits zur Eröffnung im Juli 1913 eine Gedenktafel eingeweiht. Diese informiert über die Entwicklung der U-Bahn. Am rechten und linken Rand der Tafel befinden sich 16 Reliefportraits von Persönlichkeiten, die zur Entwicklung der Berliner U-Bahn beigetragen haben, unter diesen auch eines von Paul Wittig.
Mit der Inbetriebnahme der U-Bahn-Linie E und der weitgehenden Fertigstellung des U-Bahnhofes Alexanderplatz im Dezember 1930 wurden im Zwischengeschoss dieses U-Bahnhofs auch zwei Gedenktafeln angebracht. Sie ehrten mit Max Steinthal und Paul Wittig die beiden Männer, „die als Mitbegründer und Leiter der Hochbahngesellschaft den Bau von elektrischen Schnellbahnen in Berlin eingeleitet und lange Jahre hindurch gefördert haben.“ 1932 wurden diese beiden Gedenktafeln durch eine dritte für Gustav Kemmann ergänzt. Alle Tafeln wurden unter der Herrschaft der Nationalsozialisten zerstört. Während die Nationalsozialisten Steinthals Tafel bereits 1933 auf Grund seines jüdischen Glaubens demontierten, wurden die Tafeln für Wittig und Kemmann im Zweiten Weltkrieg eingeschmolzen. Erst am 21. Dezember 2002 wurden Repliken dieser Tafeln an den Originalstandorten montiert.

## Werke

### Bauten und Entwürfe

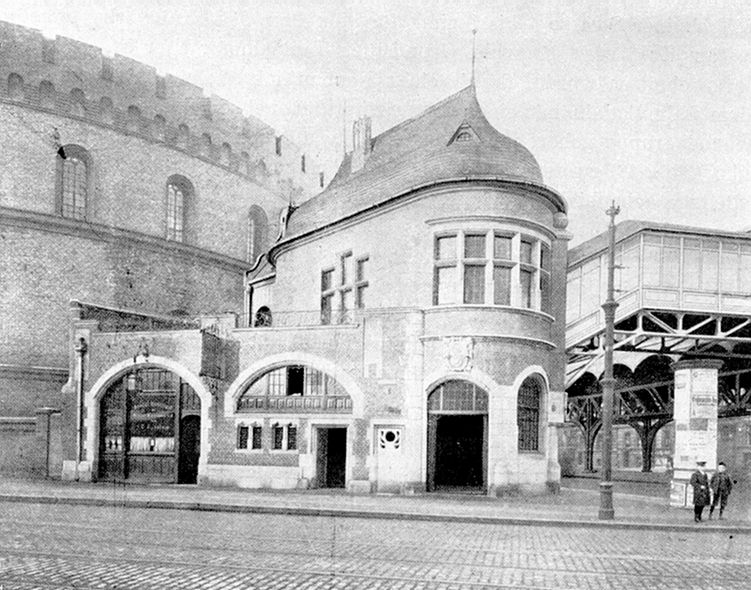
Treppengebäude am Hochbahnhof Prinzenstraße (im Zweiten Weltkrieg zerstört)

- Chemische Fabrik „Kanne“ an der Oberspree, 1883 (nicht erhalten)
- Ausbau von etwa 60 Räumen des Reichstagsgebäudes (nach Entwürfen von Wallot, nicht erhalten)
- Hochbahnbrücke über den Landwehrkanal, 1902 (nicht erhalten)
- Torhaus für die Hochbahndurchfahrt am Landwehrkanal, 1902 (nicht erhalten)
- Treppengebäude Hochbahnhof Prinzenstraße, 1902 (nicht erhalten)
- Treppengebäude Hochbahnhof Warschauer Straße, 1902
- Mittelstützen Untergrundbahnhof Wittenbergplatz, 1902 (nicht erhalten)
- Mittelstützen Untergrundbahnhof Zoologischer Garten, 1902 (nicht erhalten)
- Mausoleum für Ida von Blücher auf dem Luisenfriedhof I, 1905[6]

### Schriften
- Zur Eröffnung der Untergrundbahn nach Westend. Berlin, 16. März 1908.
- Vortrag über die Untergrundbahn vom Potsdamer Platz zum Spittelmarkt. Sonderabdruck aus Glasers Annalen für Gewerbe und Bauwesen, Jahrgang 1908, Bd. 63, Heft 4, Seite 71.
- Die Weltstädte und der elektrische Schnellverkehr. Wilhelm Ernst & Sohn, Berlin, 1909.
- Führung der Berliner Hoch- und Untergrundbahnen durch bebaute Viertel. Der Zirkel Architektur-Verlag, Berlin, 1920.
- Die Architektur der Hoch- und Untergrundbahn in Berlin. Der Zirkel Architektur-Verlag, Berlin, 1922.
- Zur Geschichte der Hochbahngesellschaft. Berlin 1925.
- Die erste elektrische Hoch- und Untergrundbahn in Berlin / Entstehung und Umgestaltung. In: Die Fahrt, 1. Jahrgang, Heft 1, S. 11–16.
- Nachruf für Professor Grenander. In: Die Fahrt, 3. Jahrgang, Heft 16 (15. August 1931), S. 301–302.